# كتانية قلبية الأوراق
الكتانية قلبية الأوراق (باللاتينية: Linaria corifolia) نوع نباتي يتبع جنس الكتانية من الفصيلة الحملية من رتبة الشفويات.

## الموئل والانتشار
تنتشر في بلاد الشام وتركيا وأرمينيا.